# Carboneras
Carboneras község Spanyolországban, Almería tartományban. Lakosainak száma 8441 fő (2024).

## Földrajza
Carboneras Níjar, Lucainena de las Torres, Sorbas, Turre és Mojácar községekkel határos.

## Népesség
A település lakosságának változását az alábbi diagram mutatja:
| Lakosok száma | 6660 | 7100 | 7508 | 7964 | 8189 | 7852 | 7818 | 8004 | 8183 | 8441 |
|               | 2001 | 2004 | 2006 | 2009 | 2011 | 2014 | 2016 | 2019 | 2021 | 2024 |